# Autoire

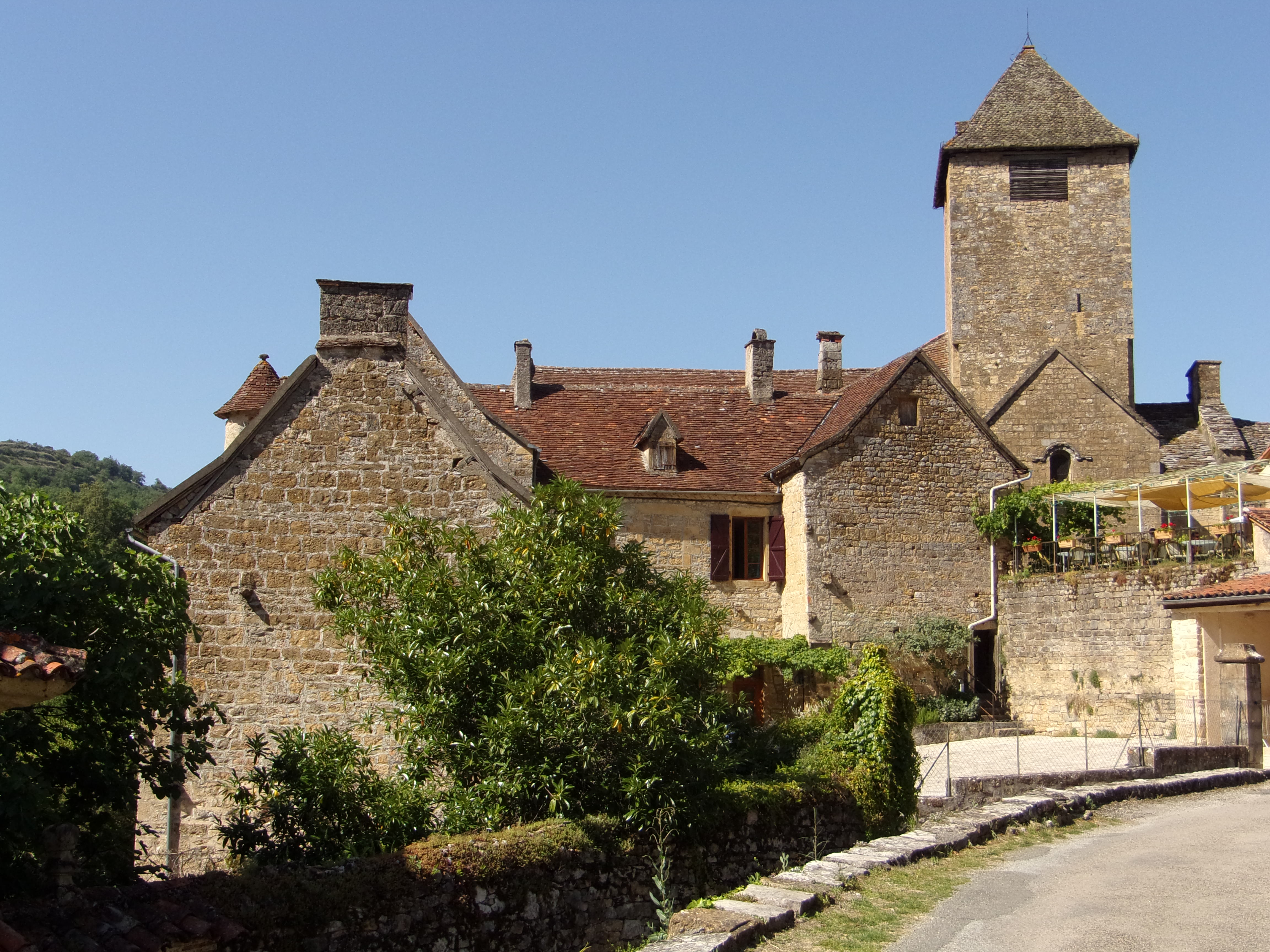
Iglesia San Pedro y San Pablo, monumento histórico de Francia

Autoire es una comuna francesa situada en el departamento de Lot, en la región de Occitania. Tiene una población estimada, en 2019, de 356 habitantes.
Está ubicada en el territorio histórico de Quercy y su patrimonio medieval le vale estar clasificada en la categoría de Les Plus Beaux Villages de France.